# أنجيل ديالبيرت
أنجيل ديالبيرت (بالإسبانية: Ángel Dealbert)‏ (مواليد 1 يوليو 1983 في بينايوتشا - إسبانيا) لاعب كرة قدم إسباني يلعب حاليا لصالح نادي الدرجة الأولى فالنسيا الإسباني منذ 2009 في مركز قلب الدفاع .

## وصلات خارجية
- أنجيل ديالبيرت على موقع قاعدة بيانات كرة القدم.إي يو (الإنجليزية)
- أنجيل ديالبيرت على موقع Soccerbase.com (لاعب) (الإنجليزية)
- أنجيل ديالبيرت على موقع Soccerway.com (الإنجليزية)
- أنجيل ديالبيرت على موقع AS.com (الإسبانية)